# Василије Амасијски
Василије Амасијски је био хришћански епископ и мученик из 4. века. 
Био је епископ Амасијски.  
Лициније, зет цара Константина, муж његове сестре, лагао је цара да је хришћанин, а када је добио од њега на управу цео Исток, он је почео најпре тајно, па после и јавно да гони хришћане и утврђује идолопоклонство. Једном приликом је покушао да силује девицу Глафиру, која је била у царичиној служби. Она се пожалила царици, и она ју је тајно послала из царског двора у Никомидији у Понтијску област. Девица је дошла у град Амасију, и ту је срдачно примљена од епископа Василија и осталих хришћана. Глафира је била врло радосна, што је остала девица и писала је о томе царици. И царица се радовала и слала јој новац за храм у Амасији. Међутим, једно писмо Глафирино, упућено царици, дошло је у руке царском евнуху, који га је показао цару Ликинију. Сазнавши где се налази Глафира, одмах је послао људе да доведу у Никомидију и њу и епископа. У међувремену је Глафира умрла, те су војници доведли само епископа Василија везаног. После мука и тамнице свештеномученик Василије је посечен и бачен у море, 322. године. У хришћанској традицији се помиње да су његови клирици, по указању ангела Божјега, нашли Василијево тело близу града Синопа, извукли га из воде помоћу рибарских мрежа, и пренешли у Амасију, где су га чесно сахранили у храму, који је он и подигао. 
Српска православна црква слави га 26. априла по црквеном, а 9. маја по грегоријанском календару.
Ово је била слава рабаџија, па тиме и београдских Палилулаца староседелаца, који су се осим земљорадње бавили и рабаџилуком.